# Vicq-Exemplet
Vicq-Exemplet is een gemeente in het Franse departement Indre (regio Centre-Val de Loire) en telt 360 inwoners (1999). De plaats maakt deel uit van het arrondissement La Châtre.

## Geografie
De oppervlakte van Vicq-Exemplet bedraagt 36,9 km², de bevolkingsdichtheid is 9,8 inwoners per km².
De onderstaande kaart toont de ligging van Vicq-Exemplet met de belangrijkste infrastructuur en aangrenzende gemeenten.

## Demografie
Onderstaande figuur toont het verloop van het inwonertal (bron: INSEE-tellingen).

## Externe links

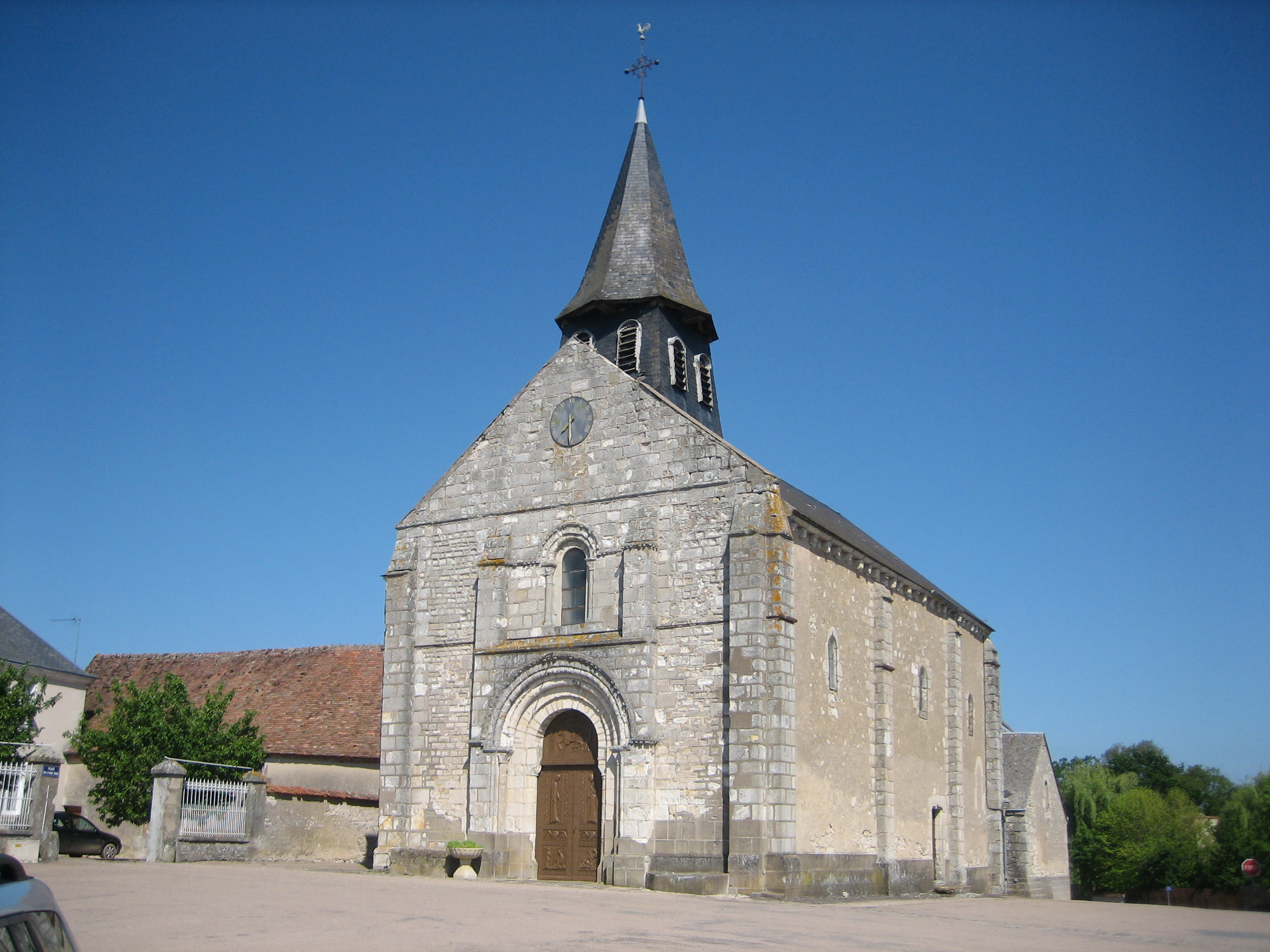
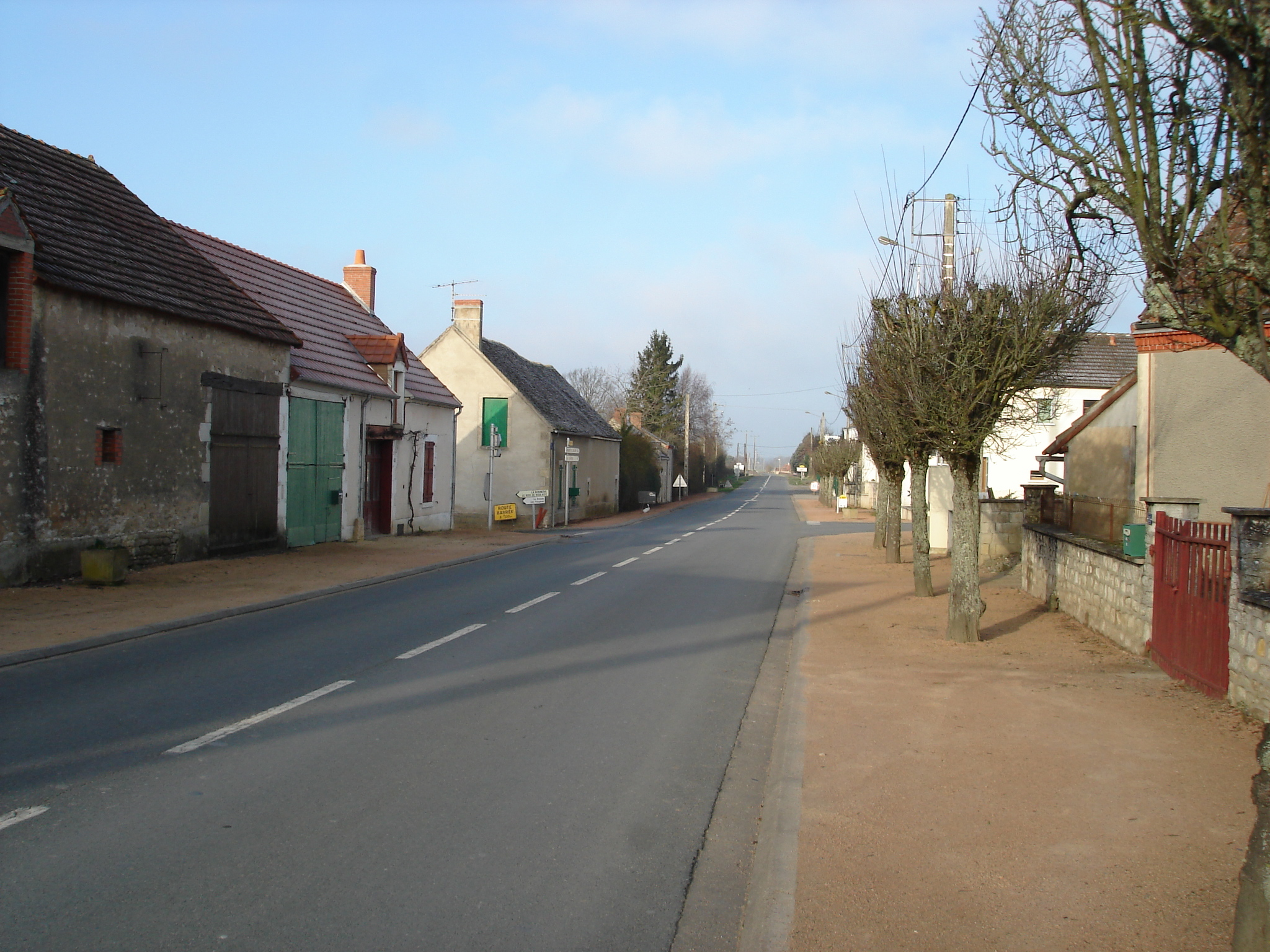
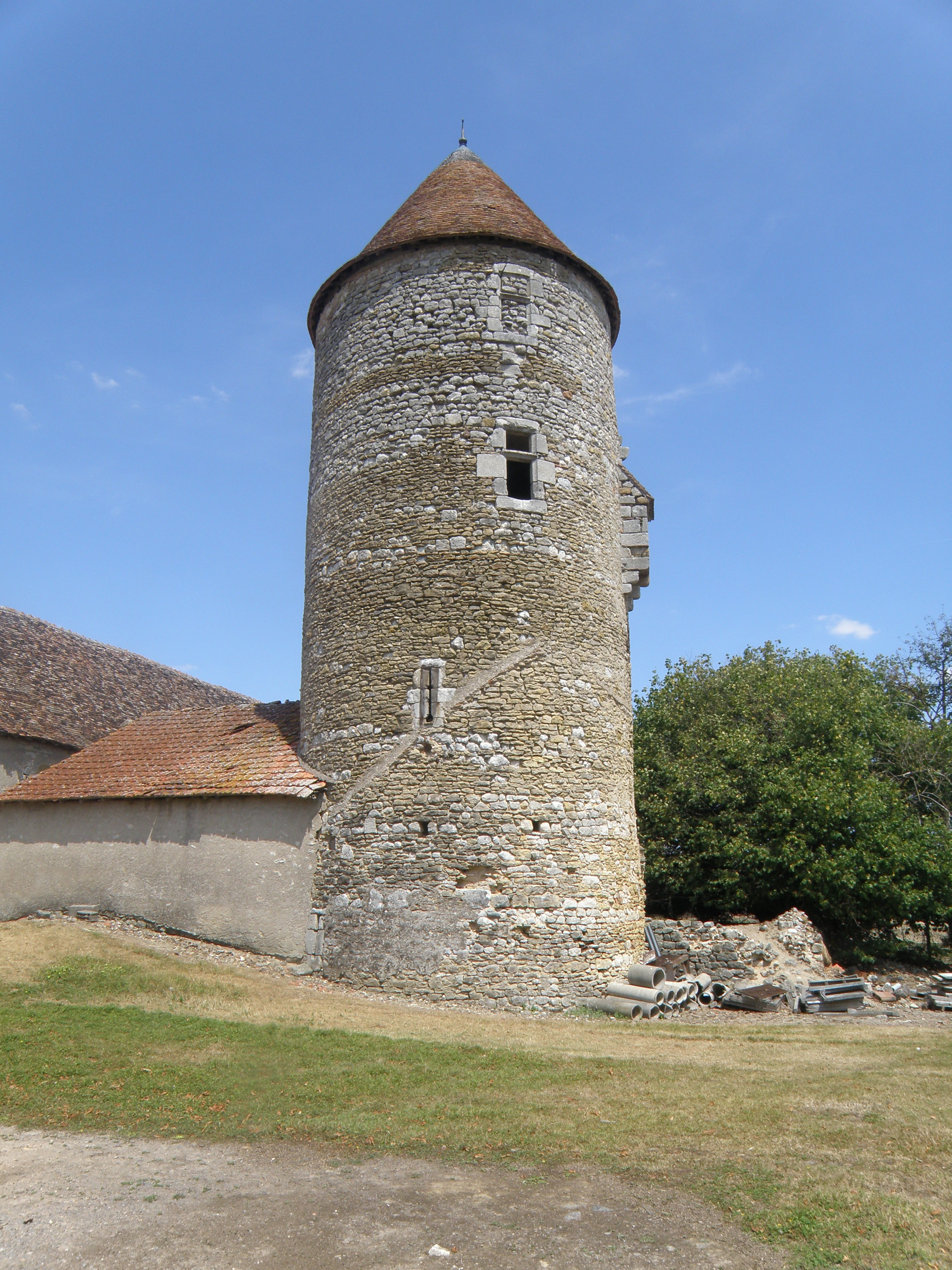
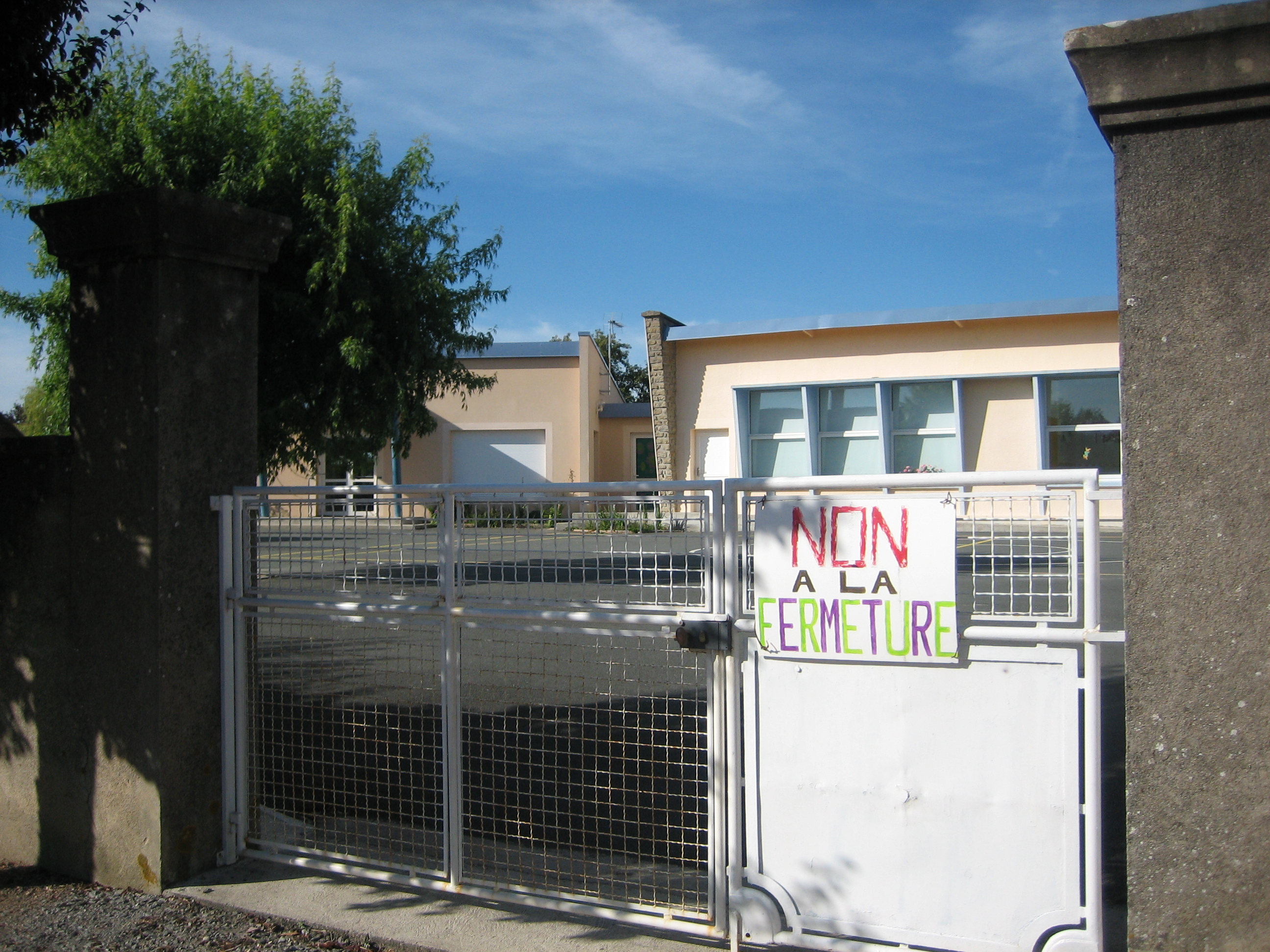
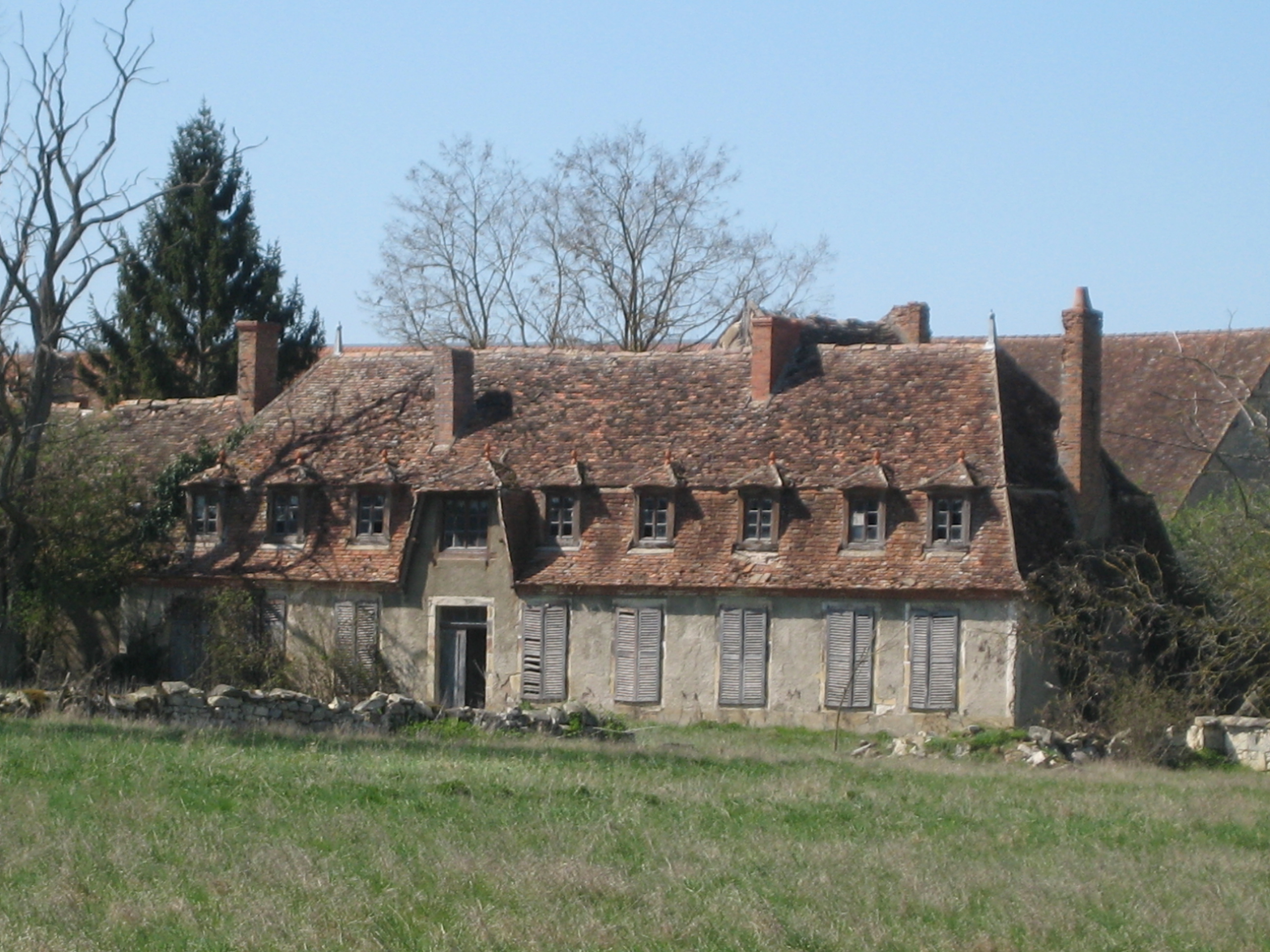